# Порса (Вілейський район)
Порса (біл. вёска Порса) — село в складі Вілейського району Мінської області, Білорусь. Село підпорядковане Любанській сільській раді, розташоване в північній частині області.